# Feldkirchen in Kärnten
Feldkirchen in Kärnten (slovinsky Trg) je město v rakouské spolkové zemi Korutany v okrese Feldkirchen. Žije zde přibližně 14 tisíc obyvatel.

## Politika
Obecní zastupitelstvo se skládá z 31 členů.

### Starostové
- do roku 2015 Robert Strießnig (SPÖ)
- od roku 2015 Martin Treffner (ÖVP)

## Osobnosti města
- Franz Anton Pilgram (1699–1761), barokní architekt
- Sigi Grabner (* 1975), snowboardista

## Partnerská města
- Ahrensburg, Šlesvicko-Holštýnsko, Německo, 1998
- Bamberg, Bavorsko, Německo, 1993 [2]